# Anfield

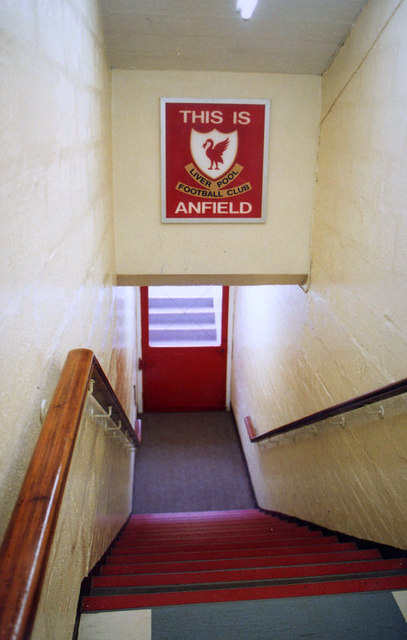
De oude tunnel naar het veld

Anfield, gelegen aan Anfield Road te Liverpool, is een stadion genaamd naar de wijk waar het is gesitueerd. Sinds 1892 is het de thuisbasis van de Engelse voetbalclub Liverpool FC. Daarvoor werd het stadion gebruikt door Everton FC van 1884 tot 1892, maar na een geschil over de betaling werd een nieuwe club opgericht: Liverpool FC.
Het stadion heeft vier tribunes: The Kop, Centenary Stand, Anfield Road End en Main Stand. Het heeft een zitplaatscapaciteit van 53.394 zitplaatsen. Het hoogste aantal bezoekers, 61.905, werd geregistreerd bij de wedstrijd tegen Wolverhampton Wanderers in 1952. Net buiten het stadion werden twee poorten of 'gates' genoemd naar voormalige Liverpoolmanagers. Op 26 augustus 1982, elf maanden na de dood van Bill Shankly, werd Shankly's Gate onthuld als eerbetuiging door zijn weduwe Agnes. Daarnaast werd het standbeeld van Shankly op 4 december 1997 voorgesteld aan het publiek. De tweede poort werd genoemd naar de opvolger van Shankly, Bob Paisley.
De plannen om een nieuw stadion te bouwen en Anfield te verlaten werden in mei 2002 in werking gesteld. Aan de hand van deze plannen wilden ze de bezoekerscapaciteit uitbreiden naar 60 000 plaatsen. Het nieuwe stadion zou worden gevestigd in het Stanley Park, en zou het Stanley Park Stadium heten. Op 8 september 2006 kreeg Liverpool F.C. groen licht van de gemeenteraad. Dit hele project zou meer dan £ 300 miljoen kosten. De club heeft op 15 oktober 2012 besloten om het project af te blazen en dus om Anfield als thuishaven te blijven gebruiken, in 2014 ging de renovatie van start en op 9 september 2016 werd deze beëindigd.

## Geschiedenis
Everton F.C. was toe aan een nieuwe locatie om te voetballen vanwege de geluidsoverlast van de supporters op matchdagen. John Houlding, Evertons voorzitter, was belangrijk bij het huren van een nieuw stuk land voor de club.
Hij had zijn oog laten vallen op het stuk land tussen Anfield Road en Walton Breck Road. Het land was eigendom van de lokale brouwers, de gebroeders Orrell, dus ging hij praten met de brouwer en vriend John (Joseph) Orrell over de huur. Als resultaat maakte Everton F.C. hun debuut op 28 september 1884. In 1885 plaatste Orrell het stuk land te koop. Houlding kocht het land van Orrell voor £ 5228/11/11 om precies te zijn. Inclusief de juridische kosten kwam het totaalbedrag uit op £ 4000 waar hij 3% rente over betaalde. Het contract bepaalde dat Houlding jaarlijks een bedrag moest schenken aan het Stanley Hospital in de naam van Orrell. Later speelde dit contract een grote rol bij de splitsing tussen Houlding en Everton F.C.
Er was nog veel werk te doen om de grond om te vormen tot een voetbalveld. Evertons bestuur en de spelers, geholpen door de fans, vormden samen het weiland om tot een bespeelbaar voetbalveld. De eerste wedstrijd die gespeeld werd op Anfield was tussen Everton en Earlestown op 28 september 1884. Everton F.C. won die match met 5-0. Ze werden een professionele voetbalclub terwijl ze nog op Anfield speelden. Hun eerste Football League match was tegen Accrington Stanley op 8 september 1888. Ondertussen begon het aantal bezoekers zo te stijgen dat Houlding besloot om een tribune te bouwen achter de beide goals. Tegen het einde van de jaren 1880 was het veld een van de beste in het land, zelf werd er een Engelse interland gespeeld. Het succes van Everton F.C. zorgde voor een groter publiek, daardoor wilde Houlding meer rente vragen. Op 25 januari 1892 werd George Mahon de eisen van Houlding beu. Hij overtuigde de leden van de club om het stuk land,  Mere Green Field, te kopen dat zich situeerde 800 meter bij Anfield vandaan, aan de noordzijde van Stanley Park. Dit stuk land werd hun nieuwe thuisbasis, namelijk Goodison Park.
Houlding werd achtergelaten met het veld maar er was geen team om er op te spelen. Op 15 maart 1892 richtte John Houlding samen met zijn beste vriend Liverpool Association Football Club op. Het was op aanraden van William E. Barclay, een voetbalfanaat, dat ze kozen voor de naam Liverpool. Ene John McKenna bleef samen met Barclay trouw aan Houlding. Later zijn de vele successen te danken aan McKenna. Hij was namelijk de man en het brein achter het succes. Het was pas op 3 juni dat de naam Liverpool F.C. en Athletic Grounds Ltd formeel werd erkend door de Board of Trade, vanaf die dag ging de club geschiedenis schrijven.
Liverpools initiële aanvraag om aan te mogen sluiten bij de Football League werd afgewezen. Dus begonnen ze in de Lancashire League. Op de eerste september 1892 speelde Liverpool F.C. hun eerste wedstrijd op Anfield. Het was een vriendschappelijke wedstrijd tegen Rotherham. Ze wonnen deze wedstrijd met 7-1 voor zo'n 200 supporters. Een paar dagen later, 3 september 1892, was hun eerste match in de Lancashire League. Ze speelden thuis tegen Higher Walton en wonnen deze match met 8-0.
Gedenkwaardig onder de vele wedstrijden die Liverpool op Anfield speelde, was een overwinning met 7-0 op topclub Manchester United in 2023,  de grootste nederlaag van Manchester ooit.

## Structuren en faciliteiten

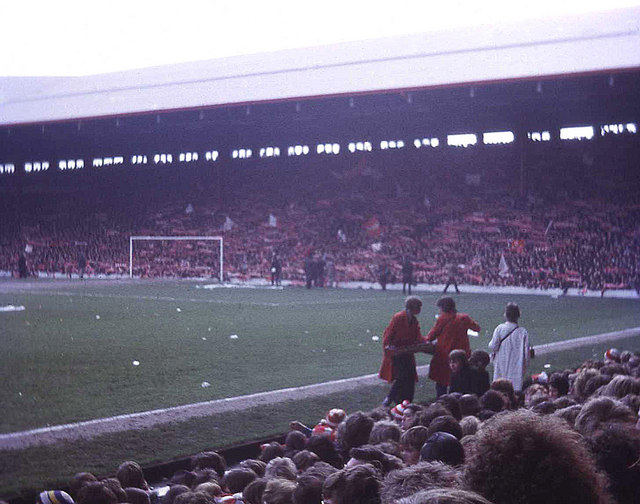
The Kop anno 1974

### Tribunes
Het stadion heeft een capaciteit van 54.074 zitplaatsen en bestaat uit de volgende delen.
- The Kop, achter een van de doelen, stamt uit 1906. Het was een cadeau aan de supporters ter ere van het tweede kampioenschap van Liverpool. 12.409 toeschouwers kunnen hier plaatsnemen. De naam verwijst naar de heuvel waar de Slag bij Spionkop plaatsvond.
- Centenary Stand, gebouwd in 1992 ter ere van het 100-jarig bestaan van de club. 11.762 toeschouwers kunnen hier plaatsnemen.
- Anfield Road End, ligt achter het andere doel. 9074 toeschouwers kunnen hier plaatsnemen.
- Main Stand, het oudste gedeelte van het stadion had plaats voor 12.277 bezoekers en werd in 2014 verbouwd en uitgebreid met 8500 extra plaatsen. Op 9 september 2016 werd de tribune officieel geopend.

## Toeschouwersaantallen

### Records
De grootste opkomst aller tijden op Anfield was op 2 februari 1952. Liverpool speelde toen tegen Wolverhampton Wanderers voor de FA Cup. Bij de wedstrijd waren 61.905 toeschouwers aanwezig.

### Gemiddelde toeschouwersaantallen (Premier League)
- 1999-00: 45.852
- 2000-01: 43.698
- 2001-02: 43.389
- 2002-03: 43.243
- 2003-04: 42.706
- 2004-05: 42.587
- 2005-06: 44.236
- 2006-07: 43.561
- 2008-09: 45.255

## Interlandwedstrijden
Er zijn een heleboel interlands gespeeld op Anfield. Sommige hiervan zijn "thuiswedstrijden" van Wales. Op het EK van 1996 was Anfield ook viermaal het aangewezen stadion om in te spelen. Driemaal werden er wedstrijden uit de groepsfase in afgewerkt en eenmaal was Anfield het speelveld voor Nederland in de kwartfinale. Nederland verloor, na strafschoppen, van Frankrijk.
De laatste interland op Anfield werd afgewerkt op 1 maart 2006. Toen was Engeland de gastheer en het ontving Uruguay. Engeland won de vriendschappelijke interland met 2-1.
| Datum             | Thuisploeg | Uitslag | Uitploeg       | Competitie                                                               |
| 2 maart 1889      | Engeland   | 6-1     | Ierland        | Brits Kampioenschap                                                      |
| 27 maart 1905     | Engeland   | 3-1     | Wales          | Brits Kampioenschap                                                      |
| 13 maart 1922     | Engeland   | 1-0     | Wales          | Brits Kampioenschap                                                      |
| 20 oktober 1926   | Engeland   | 3-3     | Ierland        | Brits Kampioenschap                                                      |
| 11 november 1931  | Engeland   | 3-1     | Wales          | Brits Kampioenschap                                                      |
| 16 september 1944 | Engeland   | 2-2     | Wales          | Oorlogstijd Interland                                                    |
| 23 september 1959 | Engeland   | 0-1     | Hongarije      | Onder-23 Interland                                                       |
| 27 november 1963  | Engeland   | 4-1     | West-Duitsland | Onder-23 Interland                                                       |
| 12 oktober 1977   | Wales      | 0-2     | Schotland      | Wereldkampioenschap kwalificatie                                         |
| 25 februari 1981  | Engeland   | 1-0     | Ierland        | Onder-21 Interland                                                       |
| 13 december 1994  | Engeland   | 2-0     | Ierland        | B Interland                                                              |
| 13 december 1995  | Ierland    | 0-2     | Nederland      | Europees Kampioenschap play-off                                          |
| 11 juni 1996      | Italië     | 2-1     | Rusland        | Europees Kampioenschap groep C                                           |
| 14 juni 1996      | Tsjechië   | 2-1     | Italië         | Europees Kampioenschap groep C                                           |
| 19 juni 1996      | Rusland    | 3-3     | Tsjechië       | Europees Kampioenschap groep C                                           |
| 22 juni 1996      | Frankrijk  | 0-0     | Nederland      | Europees Kampioenschap kwartfinale (Frankrijk door na 5-4 bij penalty's) |
| 5 september 1998  | Wales      | 0-2     | Italië         | Europees Kampioenschap kwalificatie                                      |
| 9 juni 1999       | Wales      | 0-2     | Denemarken     | Europees Kampioenschap kwalificatie                                      |
| 24 maart 2001     | Engeland   | 2-1     | Finland        | Wereldkampioenschap kwalificatie                                         |
| 17 april 2002     | Engeland   | 4-0     | Paraguay       | Vriendschappelijke interland                                             |
| 1 maart 2006      | Engeland   | 2-1     | Uruguay        | Vriendschappelijke interland                                             |